# زيد بن جلبة
زيد بن جلبة بن مرداس السعدي البصري (نحو 40 ق هـ / 583م - 45 هـ/665م): أحد فصحاء العرب، وسيد بني سعد في زمانه، وكان من رؤساء بني تميم وأشرافهم. ولد في بادية البصرة، وأسلم في حياة النبي ﷺ، ووفد إلى عمر على رأس تميم، حين آلت الخلافة إليه في المدينة، وفي ذلك يقول البلاذري: «زَيْد بْن جُلْبَة بْن مرداس بْن بَوّ: كان عظيم القدر سيدًا، وكان على وفد بني تميم حين وفدوا على عمر بن الخطاب رضي الله تعالى عنه، وفيهم الأحنف من تحت يده».
شهد الفتوح العربية الإسلامية في العراق وفارس في خلافة عمر، ثم في خلافة عثمان بن عفان ولاّه والي البصرة عبد الله بن عامر شرطتها. وكان الخليفة عثمان  يجله لمنزلته في قومه، فحين كُتب المصاحف بعث إِلَى زيد بن جلبة بمصحف بني تميم، وفي ذلك يقول ابن عساكر:«ولما بعث عثمان إلى الأمصار بالمصاحف بعث إلى أهل البصرة بمصحف دفع إلى زيد بن جلبة مصحفا فهم يتوارثونه إلى اليوم».
وفي الفتنة الكبرى كان زيد مع عائشة  في معركة الجمل، وكان من أمراء الجيش على رأس بني سعد، قال الشيخ المفيد:«وصف أصحاب الجمل صفوفهم فجعلوا على حنظلة هلال بن وكيع، و على بني عمرو من بني تميم عمير بن عبد الله بن مرقد، وعلى بني سعد زيد بن جبلة بن مرداس». وكان زيد يحرض تميم بالانضمام إلى صف عائشة والزبير وطلحة، فعقدت له السيدة عائشة خمارها، وفي ذلك روى المدائني قائلاً: «كان زيد بن نجلبة يحضّ بني سعد على القتال مع عائشة، وكان الأحنف يكفهم عن القتال، وجرى بينه وبين الأحنف كلام، فقال زيد: إنما يطاع لذوي الأسنان والقدم والرأي ولا يطاع من لا رأي له، فوثب إليه الأحنف فأخذ بعمامته وتناصيا فقيل للأحنف: أين حلمك؟ فقال: لو كان مثلي أو دوني لم أفعل هَذَا به وحلمت عنه».
ثم شهد مع علي بن أبي طالب وقعة صفين وحروبه، وكان من وفد رؤساء تميم القادم من البصرة إلى الكوفة عند التجهز لحرب صفين مع الأحنف بن قيس وجارية بن قدامة وحارثة بن بدر وأعين بن ضبيعة. ولما آلت إلى معاوية بن أبي سفيان الخلافة، وفد زيد ضمن أَربعة رؤساء من بني تميم وهم الأحنف بن قيس، وجارية بن قدامة وسماك بن مخرمة على معاوية، ثم أدخلهم عليه على قدر مراتبهم، وله مع معاوية كلام طويل. وفي أوائل حكم معاوية سنة 41 هـ، حاول عبد الله بن عامر إعادته إلى شرطة البصرة، إلا أنه كان طاعن في السن، فأبى، وفي ذلك قال الطبري:« أراد معاوية توجيه عتبة بن أبي سفيان على البصرة فكلمه ابن عامر وقال إن لي بها أموالا وودائع فإن لم توجهني عليها ذهبت، فولاه البصرة فقدمها في آخر سنة 41 هـ وإليه خراسان وسجستان فأراد زيد ابن جبلة على ولاية شرطته فأبى».

## النسب
- هو: زيد بن جلبة - وقيل جبلة - بن مرداس بن بو بن عبد شمس ابن مسلمة بن عامر بن عبيد بن مقاعس بن عمرو بن كعب بن سعد بن زيد مناة بن تميم بن مر.
- أمه: عمرة بنت حذلم من بني الشعيراء، وعدادهم في بني مقاعس من تميم.
- أبنه: الحجاج بن زيد السعدي: قتل مع الحسين بن علي في معركة كربلاء.[15]

## وفوده إلى عمر
وروى المدائني والجاحظ بسندهما عن أبي ريحانة قال:«وفد هلال بن وكيع، والأحنف بن قيس، وزيد بن جبلة على عمر رحمه اللّه.. وقال زيد بن جبلة فقال: يا أمير المؤمنين، سود الشريف وأكرم الحسيب،  وأودعنا من أياديك بما يسد الخصاصة، ويجبر الفاقة فإنا بقفّ من الأرض يابس الأكناف، مقشعر الذروة لا شجر فيه و لا زرع. وإنّا من العرب اليوم إذ أتيناك بمرأى و مسمع».

## وفوده إلى معاوية
قال ابن بكار: «ثم قال لآذنه: انظر من بالباب. فإذا هو بأربعة من بني تميم، الأحنف بن قيس، وزيد بن جلبة، وجارية بن قدامة، وسماك بن مخرمة ... ثم قال: ائذنوا لزيد بن جلبة. فدخل وقضى سلامه. فقال له: إيهاً يازييد بني جليبة! قال: مهلاً يا أمير المؤمنين، بل زيد بن جلبة يا أمير المؤمنين. إنا فررنا قريشاً كلها، فوجدناك آمنها عهداً، وأوفاها عقداً، فإن تف فأهل الوفاء أنت، وإن تغدر فإنا خلّفنا خلفنا خيلاً جيادا، وأذرعة شدادا، وأسنة حدادا، وإن شئت لتصفين روعة صدورنا بفضل رأيك وحلمك. قال: إذاً نفعل. قال: إذاً نقبل. قال: اخرج عني».

## قالوا عنه
- قال الأحنف بن قيس: « كنا نخرق النعال في طلب المروأة من بيت زيد».[19]
- وجاء في كتاب الأغاني عن عمرو بن الأهتم: «مرّ عمرو بن الأهتم بحارثة بن بدر، والأحنف بن قيس، وزيد بن جبلة، وهم مجتمعون، فسلّم عليهم، ثم بقي مفكرا، فقالوا: مالك؟ فقال: ما في الأرض ثلاثة أنجب من آبائكم، حيث جاءوا بأمثالكم من أمثال أمهاتكم! فضحكوا منه».[20]